# Xia-dynastiet
Xia-dynastiet (kinesisk: 夏朝; pinyin: Xià Cháo) er et legendarisk dynasti, der skulle have regeret før bronzealderens første historisk beskrevne Shang-dynasti i Kina. Xia er ifølge kinesisk tradition det første kinesiske dynasti, men der findes ikke umiddelbare arkæologiske beviser for dynastiets eksistens. Der er derfor tvivl om, hvorvidt Xia-dynastiet overhovedet har eksisteret eller kun er en legende, der skulle fremme Zhou-dynastiets egne politisk-mytologiske sagn. Zhou-traditionen beskriver nemlig, at ligesom Xia blev erobret af Shang-dynastiet, så har Zhou-dynastiet erobret Shang. Traditionelt beskrives Xia som starten på arveligt monarki i Kina i stedet for udpegning af den bedst egnede kandidat.
Ifølge den traditionelle udlægning, skulle Xia-folket (Huaxia) regeret af Xia-dynastiet være forfædre til Han-folket i Kina.

Xia-dynastiets legender omhandler mest grundlæggeren og sagnhelten, Yu den Store, der med et dæmningssystem fik stoppet og kontrolleret Den Gule Flods katastrofale oversvømmelser, hvilket fik landbruget til at blomstre og velstanden til at vokse. Dette sagn kaldes i kinesisk historieskrivning for "Den Store Yu Kontrollerer Vandene".
Yu den Store fik derfor foræret tronen af den sidste sagnkejser Shun, og han udpegede sin søn Qie til at arve tronen, hvilket grundlagde Xia-dynastiet. Xia-dynastiet skulle have haft 17 herskere over de 500 år, som de traditionelt beskrives. Den sidste Xia hersker, Jie, skulle være en ondskabsfuld tyran, der blev omstyrtet af Shang-dynastiets første historiske hersker, Tang.
Hvis dynastiet virkelig har eksisteret før Shang-dynastiets opståen, så kunne det være i tidsrummet mellem cirka 2070 til cirka 1600 f.v.t., som det kinesiske statsprojekt Xia-Shang-Zhou-kronologiprojekt fra 1996 har foreslået.

## Krøniker og tradition
Xia-dynastiet beskrives i gamle kinesiske krøniker såsom "Dokumenternes bog Shujing", "Bambusannalerne" fra år 296 f.v.t, samt "Optegnelser af en Storslået Historiker" af historikeren Sima Qian (145 f.Kr. til 90 f.Kr.), hvor grundlæggelsen af Xia-dynastiet af Yu den Store skulle være foregået omkring år 2200 f.v.t. Disse krøniker er dog skrevet meget senere, flere hundrede år efter det påståede dynasti skulle have eksisteret.
Der er ikke fundet nogle levn, der klart beviser Xia-dynastiets eksistens, og krønikernes påstande er derfor ikke underbygget. For eksempel har den antikke historiker Sima Qian beskrevet kongerækken af Xia-dynastiet og Shang-dynastiet.
Orakelknogler fra Shang-dynastiets tid bekræfter kun kongenavne for de historiske Shang-herskere på Simas liste, og ingen af hans navne for Xia-herskere findes på disse orakelknogler.
Det er først i Zhou-dynastiets tid, at man fandt arkæologiske inskriptioner såsom Zhous bronzeinskriptioner, der begynder at nævne Yu den Store, første sagnhersker af Xia. Disse inskriptioner kan næppe bruges som bevis, idet Yu skulle have levet et tusind år før disse blev skabt.

## Erlitou-kulturen
Kinesiske arkæologer forsøger i dag at koble legenden om Xia med bronzealderens Erlitoukulturen i Erlitou, den centrale del af Henan Provinsen,
hvor der for eksempel blev afdækket et bronzesmelteværk fra omkring 2000 fvt. Tidlige markeringer fra denne periode findes på keramik og skaller, men indeholder heller ikke noget direkte information om Xia. Der blev også fundet paladser fra bronzealderen i Erlitou, hvilket viser en veludviklet stat har eksisteret der. Alligevel er der ingen direkte forbindelse til Xia-sagn. Der er stadig stor diskussion om hvorvidt Erlitoukulturens stat overhovedet havde noget med Xia-dynastiet at gøre.